# マイコン電児ラン
『マイコン電児ラン』（マイコンでんじラン）は、すがやみつるによる日本の漫画作品。『別冊コロコロコミック』（小学館）において、1983年4月号から11月号まで連載された。全8話。単行本全2巻。パーソナルコンピュータを題材にした漫画だが、当時はまだ「パーソナルコンピュータ」およびその略称の「パソコン」の名が一般的でなく、作中では一貫して「マイコン」と呼ばれていたため、本記事内でも「マイコン」の名を用いる。

## 概要
『別冊コロコロコミック』（以下、『別コロ』と略）創刊以来、すがやは自身のヒット作『ゲームセンターあらし』を『月刊コロコロコミック』本誌と『別コロ』の両方に連載していたが、作品が際限なくスケールアップするなどの理由で連載継続が困難となったため、『別コロ』での連載を終え、代わって開始された作品が本作である。藤子・F・不二雄による『宙ポコ』と同様、それまで隔月刊であった『別コロ』が月刊化されることを記念した目玉作品の一つとしても扱われていた。
当初すがやはファミリーコンピュータをテーマとすることを依頼されていたものの、コンピューターは創造的・能動的に使えるものという持論を持ち、あらかじめ用意されたソフトウェアしか使用できないファミコンを扱うことに難色を示したことから、マイコンをテーマとすることを選ぶに至った。後にファミコンの件は、当時すがやのスタッフであったあさいもとゆきのもとへ依頼されることとなり、『ファミコンロッキー』として描かれた。
『コロコロ』本誌で継続された『あらし』と平行する形で『別コロ』で連載され、第1話では両作品の主人公同士の対決が描かれた。連載中の『別コロ』誌上では、すがやによるミニ漫画『あらしマイコン百科』が本作とともに連載され、『ゲームセンターあらし』の主人公・あらしがマイコンのプログラムに打ち込む姿を通じたマイコン入門や、ビル・ゲイツの生涯やApple IIの開発秘話などのマイコンの歴史が描かれた。ゲームプレイヤーを主人公とした『あらし』に対し、プログラマーの視点からマイコンの楽しさを伝えることを目指した本作であったが、すがや自身が楽しんでいたほどには人気が得られず、結局は連載期間が1年にも満たない短命作品に終わった。
すがや本作について、当時は『あらし』の次作をヒットさせなければならない焦りや、他の仕事で多忙な中で描いたため、内容をほとんど覚えていないと語っているが、復刊ドットコムでのリクエスト、古本市、ネットオークションなどで人気が出始めたことで復刻が決定。2009年に小学館のオンデマンド出版であるコミックパーク、および電子書籍のebookjapanから再版された。またそれに先駆けて2002年には、すがやによるマイコン入門書『こんにちはマイコン』全2巻と本作全話が『スーパーゲーム大戦 ゲームセンターあらし対マイコン電児ラン + こんにちはマイコン【完全版】』（英知出版）として発売。2005年には芸文社の携帯電話情報雑誌『ケンガイ』3月号に、書き下ろしによる本作の特別編が掲載されている。

## あらすじ
新型マイコン、マイコンショップ、新型ゲームが次々に登場し、無法と混乱に支配されるマイコン戦国時代。
主人公・嵐 ラン（あらし ラン）は、マイコンは誰でも使える物と信じ、マイコンの楽しさ、面白さ、素晴らしさを人々に伝え続ける。そんな彼の前に、マイコンを使ってランたちの学校の支配を企む優等生・那智 江梨人（なち えりと）や、超巨大コンピューターによる世界支配を企む闇の組織・エレクトロンなど、強敵が次々に立ちはだかる。

## 書誌情報
- すがやみつる『マイコン電児ラン』小学館〈てんとう虫コミックス〉、1984年。

1. 1984年12月25日発行（1984年11月1日発売[9]）、ISBN 978-4-09-140821-1
2. 1984年12月25日発行（1984年11月1日発売[10]）、ISBN 978-4-09-140822-8